# وانیا فرناندز
وانیا فرناندز (به انگلیسی: Vânia Fernandes) (زاده ۲۵ سپتامبر ۱۹۸۵) خواننده پرتغالی است.
او در مسابقه آواز یوروویژن ۲۰۰۸ نماینده پرتغال بود.